# Могойтуй
Мого́йтуй (бур. Могойто, Могойтой) — посёлок городского типа в Агинском Бурятском округе Забайкальского края, административный центр Могойтуйского района, единственный населённый пункт городского поселения «Могойтуй». Станция Забайкальской железной дороги.
Население — 10 809 чел. (2021). Второй по численности населения населённый пункт Агинского Бурятского округа.
Глава муниципального образования (городского поселения) с 2022 года — Дарижапов Рыкзын Намсараевич.

## Географическое расположение

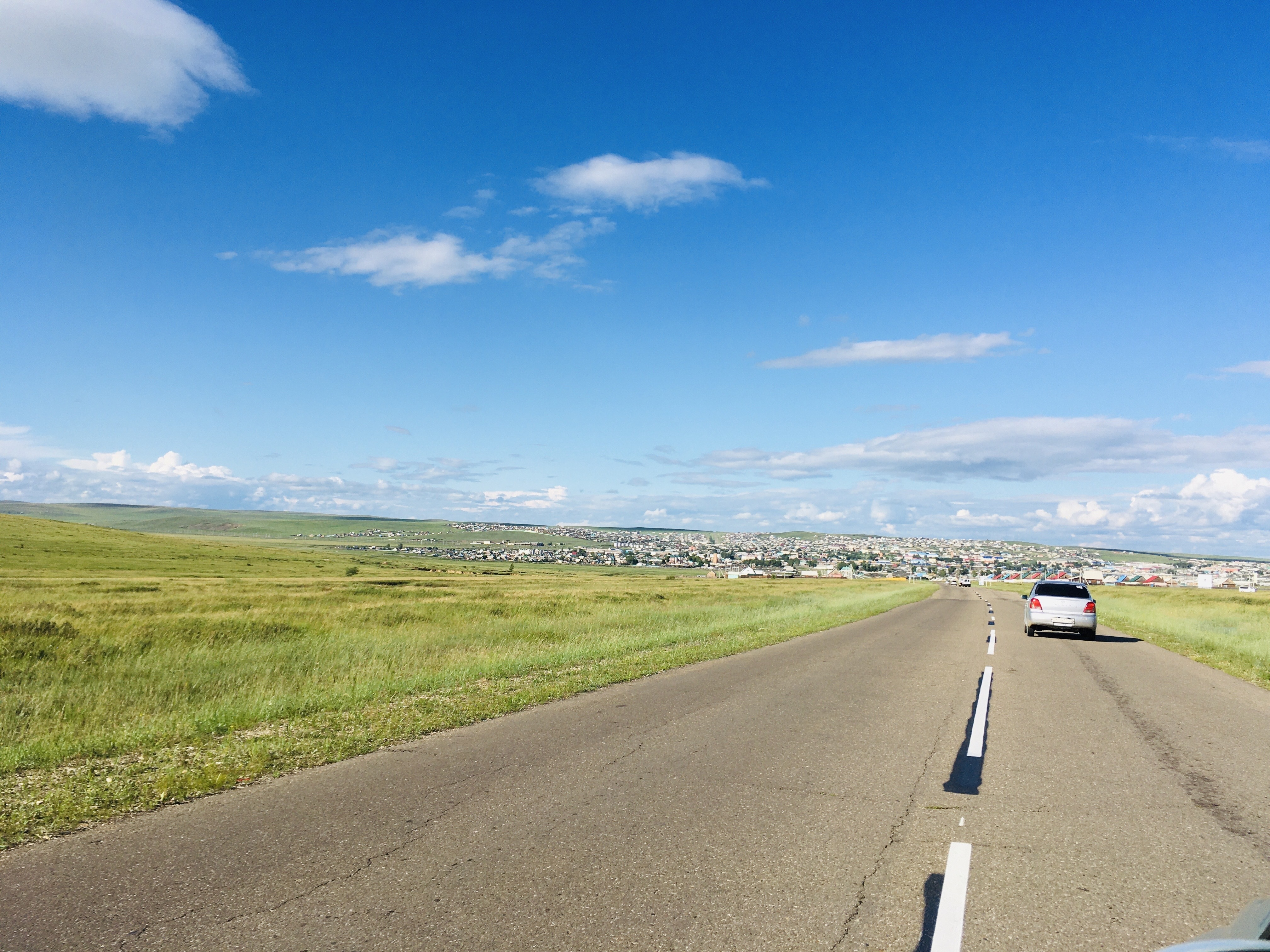
Могойтуй с автотрассы

Располагается на левом берегу небольшой реки Могойтуй у самого его истока — слияния рек Догой и Целхема. Могойтуй, впадающий в реку Ага, относится к бассейну Шилки.
Располагается в обширной степной котловине, характеризуется резко континентальным климатом. Лето тёплое, нередко жаркое, продолжительное, с преобладанием малооблачных засушливых периодов. Зима холодная, преимущественно с сильными морозами, маловетреная и малоснежная. Средняя температура зимой −25 °C, летом +20 °C. Период устойчивых морозов продолжается 5 месяцев с начала ноября до конца марта. Летний период длится 4 месяца (июнь — середина сентября). На территории велика повторяемость умеренно-засушливой погоды, а в июле имеет место суховейно-засушливая жаркая погода.
В связи с отсутствием на территории посёлка крупных промышленных предприятий загрязнённость воздуха в тёплое время года минимальна; зимой же функционируют две ТЭЦ и печное отопление частных домов, преобладающих в посёлке, из-за чего в зимний период есть вероятность смогов. Пожары, часто поражающие окрестные леса и степи, иногда вызывают проблемы задымленности, в особенности в середине весны. Также характерна запылённость воздуха из-за ветров.

## История
Появление постоянного поселения Могойтуй связано со строительством Китайско-Восточной железной дороги из Читы во Владивосток через территорию Китая, когда в 1907 году здесь была построена станция. Она стала ещё более активно развиваться после того, как отсюда был проложен колесный тракт в село Агинское.
По переписи 1910 года на станции было всего 119 человек жителей. Постепенно жители с близ лежащих сел, деревень, населенных пунктов начали переезжать в Могойтуй ближе к железной дороге. В 1926 году открылась начальная школа, в 1938 году открылся акушерский пункт. В 1937 году построена нефтебаза. Основное строительство началось после Великой Отечественной войны, первой была построена электростанция, затем маслозавод, МТС. В 1966 году присвоен статус рабочего поселка.
В начале 1980-х годов началась постройка комплекса жилых двухэтажных домов (по 16 квартир), стоящих и сейчас в двух районах. До времен перестройки в поселке существовали такие предприятия, как Сельхозхимия, Птицефабрика, РСУ, Могойтуйская ПМК, Читаводмелиорация, Могойтуйская межрайбаза.
С середины 1990-х годов, пережив общие экономические потрясения перестроечного и последующего периода, поселок продолжает развитие. В частности, в 1996 году была открыта школа № 2. К 2004 году была создана благоприятная среда для развития малого и среднего бизнеса. В 2007 году посёлок отметил своё столетие. В том же году открыты школа № 3, детский сад в микрорайоне «Северный» и другие учреждения. Однако созданная тогда же промышленная зона на окраине посёлка не функционирует.

## Население
Основное население — буряты и русские. Также на постоянной основе в посёлке проживают китайцы и армяне.
Религиозные организации
- Православный приход Храма великого князя Владимира (Русская православная церковь);
- Представительство Цугольского дацана в пгт. Могойтуй;
- Церковь «Живая вера» (Российская церковь христиан веры евангельской).

| 1912    | 1959    | 1970    | 1979    | 1989    | 2002    | 2009    |
| ------- | ------- | ------- | ------- | ------- | ------- | ------- |
| 119     | ↗4075   | ↗5656   | ↗6724   | ↗7276   | ↗8586   | ↗10 756 |
| 2010    | 2012    | 2013    | 2014    | 2015    | 2016    | 2017    |
| ↘10 231 | ↗10 759 | ↗11 000 | ↘10 972 | ↘10 900 | ↗10 905 | ↗11 046 |
| 2018    | 2019    | 2020    | 2021    |         |         |         |
| ↘11 007 | ↘10 865 | ↗10 894 | ↘10 809 |         |         |         |

## Образование
Общеобразовательные школы
- Средняя общеобразовательная школа № 1 им. В. Р. Гласко
- Средняя общеобразовательная школа № 2 им. Ю. Б. Шагдарова
- Средняя общеобразовательная школа № 3

Учреждения дополнительного образования
- Детско-юношеская спортивная школа
- Дом детско-юношеского творчества
- Детская школа искусств им. Л. Л. Линховоина

Учреждения среднего профессионального образования
- ГПОУ «Могойтуйский аграрно-промышленный техникум»

## Спорт и культура
- Дом спорта «Баяр»
- Стадион
- Межпоселенческий центр досуга
- Межпоселенческая центральная библиотека им. Н. Очирова

## Экономика
Основу экономики посёлка составляют малое и среднее предпринимательство, личное подсобное хозяйство, агропромышленный комплекс (переработка зерна), также огромную роль играет железная дорога, благодаря чему посёлок и развивался многие годы. Расположенное в черте посёлка нефтехранилище обеспечивает топливом АЗС, расположенные в Могойтуйском и соседних районах.

### Транспорт
Могойтуй — станция Забайкальской железной дороги, транспортный узел и основная железнодорожная станция Могойтуйского района и бывшего Агинского Бурятского автономного округа. С 2011 года участок пути от станции Карымская до Оловянной электрифицирован. В 2012 году в Могойтуй из Оловянной переведена ПЧ-22 (дистанция пути от станции Адриановка в Карымском районе до Оловянной). Станция связана прямым железнодорожным сообщением с Читой и Приаргунском, с 2020 года прямое сообщение с Иркутском и Забайкальском временно прекращено.
Посёлок расположен в непосредственной близости к автомобильной дороге федерального значения А350, соединяющей Читу и Забайкальск, близ посёлка также берёт начало автомобильная дорога регионального значения до Сретенска.
Общественный транспорт посёлка представлен автобусами, курсирующими по трём маршрутам.

### Связь
Операторы проводного широкополосного доступа к Интернету: «Ростелеком», «Миг-сервис».

Операторы сотовой связи: «МТС» (3G), «Мегафон» (3G), «Билайн» (3G).